# Catagramma ockendeni
Catagramma ockendeni är en fjärilsart som beskrevs av Charles Oberthür 1916. Catagramma ockendeni ingår i släktet Catagramma och familjen praktfjärilar. Inga underarter finns listade i Catalogue of Life.